# HRI (indicateur)
Pour les articles homonymes, voir HRI.
Les HRI sont des indicateurs de risque harmonisés des pesticides mis en place au niveau européen.
Leur utilisation pour évaluer la réduction de l'usage des pesticides est critiquée par des ONG ainsi que par des scientifiques spécialistes du sujet, en revanche ils sont défendus par le gouvernement français et l'industre des produits phytosanitaires.

## Définition
Créé en 2019, le HRI-1 pour Harmonised risk indicator for pesticides est un indicateur calculé à partir des ventes de produits phytosanitaires qui prend en compte la toxicité de la molécule. Il correspond à la somme des quantités de substances actives vendues en année N, pondérée par un coefficient pouvant prendre quatre valeurs différentes en fonction de la classification toxicologique de la substance active concernée dans la réglementation européenne,.

## Historique
L'article 15 de la directive européenne 2009/128 qui instaure « un cadre d'action communautaire pour parvenir à une utilisation des pesticides compatible avec le développement durable » prévoit la mise en place d'indicateurs de risque harmonisés, qui ont été définis en 2019.
Au sein des HRI, deux indicateurs co-existent : le HRI-1 porte sur l'ensemble des substances actives tandis que le HRI-2 est dédié au nombre de dérogations, pondérées de la même manière que le HRI-1,.
En France, l'adoption du HRI-1 comme indicateur de référence dans le plan Ecophyto fait suite à la contestation de l'indicateur précédent (le NODU) par le syndicat agricole majoritaire (la FNSEA), par l'industrie chimique et les lobbyistes des pesticides car, selon eux, le NODU ne refléterait pas les efforts des agriculteurs,,. De son côté, le NODU était défendu par des scientifiques et des ONG,.

## Classification des substances actives et des pondérations
Les coefficients de pondération utilisés par le système HRI sont les suivants, :
| Groupe                                               | Pondération | Nombre de substances concernées en France (2011-2021) |
| ---------------------------------------------------- | ----------- | ----------------------------------------------------- |
| Substances à faible risque                           | 1           | 7                                                     |
| Substances qui ne relèvent pas des autres catégories | 8           | 314                                                   |
| Substances dont on envisage la substitution          | 16          | 61                                                    |
| Substances non approuvées                            | 64          | 54                                                    |

## Évaluations et prises de positions sur l'indicateur
Le HRI-1, contrairement au NODU, ne prend pas en compte les doses d'application des substances. Ainsi, l'interdiction d'insecticides de synthèse généralement utilisés à très faibles doses n'aurait qu'un impact de quelques pourcents sur le HRI-1,. De plus, le HRI-1 est très sensible à des évolutions de réglementation : par exemple si le glyphosate était interdit et remplacé par un produit en tout point comparable, le HRI-1 baisserait fortement, alors que l'indicateur NODU ne changerait pas.
Des ONG environnementales se sont également montré critiques du HRI-1 pour des raisons similaires.
L'agence de l'environnement allemande (Umweltbundesamt) considère que le HRI n'est pas adapté au suivi des progrès dans la réduction des pesticides et pointe que d'autres indicateurs, comme le NODU ou l'IFT, ou le PLI (Pesticide Load Indicator) au Danemark sont plus adaptés à un tel suivi.
Dans une publication scientifique, Witte et ses collègues soulignent que les indicateurs calculés sur la quantité de pesticides vendus peuvent favoriser les pesticides plus toxiques ayant des taux d'applications moindre. Ils soulignent que ce type d'indicateurs n'est pas bien corrélé à d'autres indicateurs plus détaillés.
Pour l'industrie des pesticides, représentée par Phyteis, l’indicateur HRI-1 serait plus pertinent que le NODU pour suivre le plan Ecophyto.